# فرانسيس ماكي
فرانسيس ماكي (بالإنجليزية: Frances McKee)‏ هي مغنية بريطانية، ولدت في 1966.

## وصلات خارجية
- فرانسيس ماكي على موقع ميوزك برينز (الإنجليزية)
- فرانسيس ماكي على موقع ديسكوغز (الإنجليزية)